# Paul Tibbets

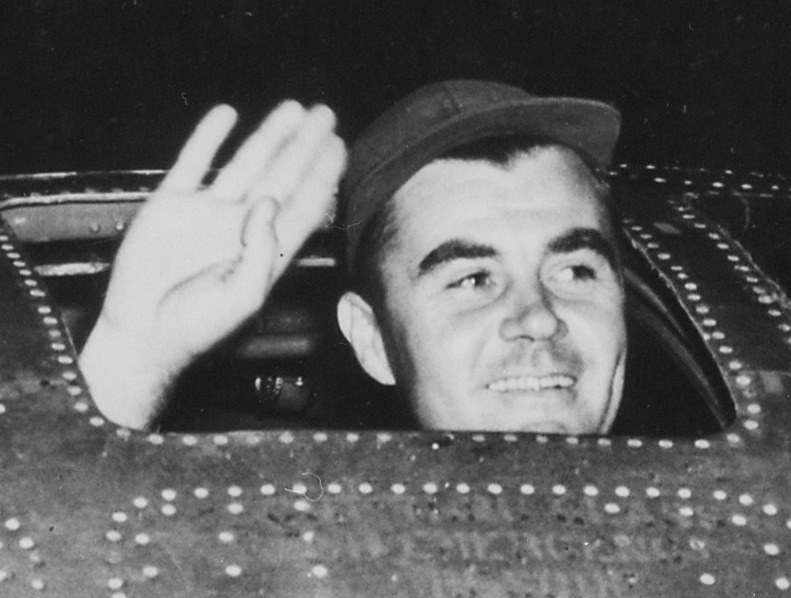
Pilot letounu Enola Gay, Paul W. Tibbets, před startem 6. srpna 1945

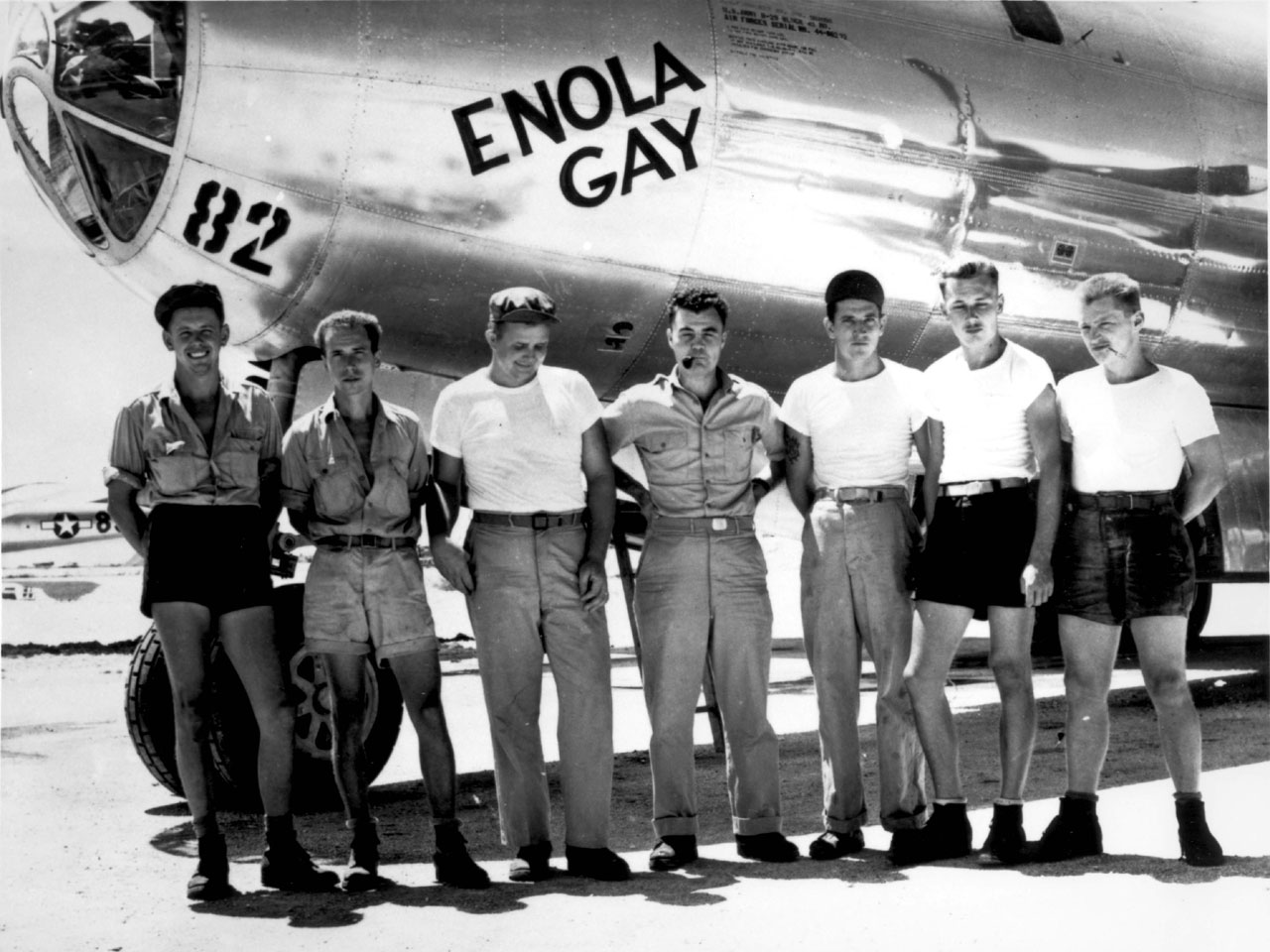
Posádka Enoly Gay, Tibbets uprostřed

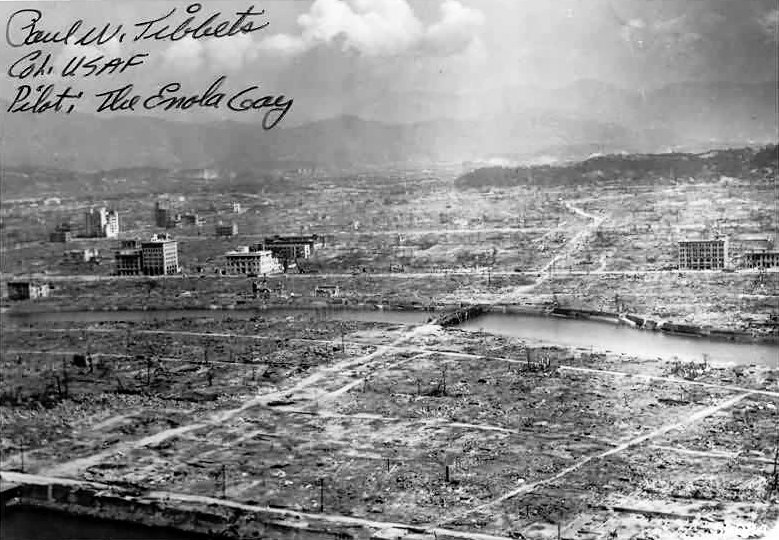
Fotografie Hirošimy po výbuchu, podepsaná Paulem Tibbetsem

Paul Warfield Tibbets Jr. (23. února 1915 Quincy, Illinois – 1. listopadu 2007 Columbus, Ohio) byl americký brigádní generál letectva ve výslužbě. Byl pilotem amerického bombardéru B-29 Enola Gay, který 6. srpna 1945 ráno v 8:15 shodil na Hirošimu atomovou bombu – Little Boy.